# Кайдашова, Ирина
Ирина Кайдашова (узб. Irina Kaydashova; род. 2 апреля 1985 года, Ташкент, Узбекская ССР) — узбекская тхэквондистка, член сборной Узбекистана. Участница XXVIII Летних Олимпийских игр, первая узбекская тхэквондистка на Олимпийских играх.

## Карьера
С 1999 года начала принимать участие на международных турнирах. На азиатском квалификационном турнире на Олимпийские игры в Бангкоке (Таиланд) в весовой категории до 57 кг завоевала серебряную медаль проиграв в финале тайской тхэквондистке Ноотчарин Сукхонгдумноен.
В 2004 году на Летних Олимпийских играх в Афинах (Греция) в весовой категории до 57 кг в четвертьфинале проиграла мексиканке Иридии Салазар и завершила выступление на играх. На этих играх вместе с Натальей Маматовой были первыми представителями сборной страны по тхэквондо на Олимпийских играх.
В 2006 году на Чемпионате мира по тхэквондо среди женщин-военнослужащих заняла пятое место. В 2010 году на Летних Азиатских играх в Гуанчжоу (Китай) в весовой категории до 53 кг начала успешное выступление в первых раундах, но в четвертьфинале проиграла вьетнамской тхэквондистке Нгуен Тхи Хоай Тху.
В 2014 году на Чемпионате Азии по тхэквондо в Ташкенте в весовой категории до 53 кг в 1/8 финала проиграла спортсменке из Тайваня Хуан Юнь-Вэнь. В этом же году завершила спортивную карьеру.